# Steve Harper
Steve Harper (Seaham, 14 marzo 1975) è un ex calciatore inglese, di ruolo portiere.

## Carriera
Steve Harper firma con il Newcastle nel 1993, anche se impiegherà 6 anni per entrare stabilmente in prima squadra e nel frattempo va in prestito in varie squadre. Nel 1999 gioca la finale della FA Cup contro il Manchester United, ed è solamente la sua 10ª partita da professionista. All'inizio del 1999-2000, Harper è considerato il titolare, anche se poi nel corso della stagione perderà il posto, preso da Shay Given. Nel 2000-2001, Harper avrà totalizzato solamente 9 presenze da titolare, complice anche un infortunio contro il Leeds United.
Nel 2001-2002 non gioca nessuna partita di Premiership, ma nell'estate del 2002 firma un nuovo contratto quinquennale. Nel 2002-2003 giocherà 3 partite da titolare, 2 delle quali in Champions League. Nel gennaio 2009, dopo la partenza di Shay Given, con destinazione Manchester City, diventò portiere titolare del Newcastle, che retrocede a fine stagione. Disputò da titolare l'intero Championship 2009-2010, che i magpies vinsero, tornando in prima divisione. In seguito, perde il posto da titolare in favore dell'olandese Tim Krul. Il 24 ottobre 2011 fu ceduto per un mese in prestito al Brighton & Hove Albion, debuttando il giorno stesso in una sconfitta per 1-0 con il West Ham. Tornato al Newcastle, disputò poche partite, decidendo di ritirarsi al termine della stagione 2012-2013; la sua ultima gara in carriera è stata la sconfitta con l'Arsenal per 1-0 del 19 maggio 2013, in cui ha giocato da capitano dei bianconeri.
Il 15 luglio 2013 viene ingaggiato a parametro zero dall'Hull City, squadra militante nella Premier League.

## Statistiche

### Presenze e reti nei club
Statistiche aggiornate al 22 gennaio 2016.
| Stagione         | Squadra          | Campionato       | Campionato | Campionato | Coppe nazionali | Coppe nazionali | Coppe nazionali | Coppe continentali | Coppe continentali | Coppe continentali | Altre coppe | Altre coppe | Altre coppe | Totale | Totale |
| Stagione         | Squadra          | Comp             | Pres       | Reti       | Comp            | Pres            | Reti            | Comp               | Pres               | Reti               | Comp        | Pres        | Reti        | Pres   | Reti   |
| ---------------- | ---------------- | ---------------- | ---------- | ---------- | --------------- | --------------- | --------------- | ------------------ | ------------------ | ------------------ | ----------- | ----------- | ----------- | ------ | ------ |
| 2013-2014        | Hull City        | PL               | 13         | -19        | FACup+CdL       | 4+2             | -4 + -0         | -                  | -                  | -                  | -           | -           | -           | 19     | -23    |
| 2014-2015        | Hull City        | PL               | 10         | -10        | FACup+CdL       | 1+1             | -2 + -3         | UEL                | 0                  | 0                  | -           | -           | -           | 12     | -15    |
| Totale Hull City | Totale Hull City | Totale Hull City | 23         | -29        |                 | 8               | -9              |                    | 0                  | 0                  |             | -           | -           | 31     | -38    |
| gen.-giu. 2016   | Sunderland       | PL               | 0          | 0          | FACup+CdL       | -               | -               | -                  | -                  | -                  | -           | -           | -           | 0      | 0      |
| Totale carriera  | Totale carriera  | Totale carriera  | 23         | -29        |                 | 8               | -9              |                    | 0                  | 0                  |             | -           | -           | 31     | -38    |